# 블루 쥬스
《블루 쥬스》(Blue Juice)는 영국에서 제작된 칼 프레체저 감독의 1995년 코미디, 드라마 영화이다. 숀 퍼트위 등이 주연으로 출연하였고 시몬 렐프 등이 제작에 참여하였다. 이 영화는 1995년 필름포 프로덕션스에 의해 개봉되었다.

## 출연

### 주연
- 숀 퍼트위
- 캐서린 제타 존스
- 스티븐 맥킨토시
- 이완 맥그리거
- 피터 건

### 조연
- 히스코트 윌리엄스
- 콜레트 브라운
- 미쉘 채드윅
- 키스 알렌
- 로빈 소안즈
- 제니 에구터

## 기타
- 미술: 마크 타이데슬리
- 의상: 린다 앨더슨

## 사운드트랙
1. "Movin' On Up" performed by Edwin Starr (a cover of the Primal Scream song)
2. "The Price of Pain" - performed by Edwin Starr
3. "Freedom Bug" - performed by Heavy Stereo, written by Gem Archer
4. "Get It On" - performed by Marc Bolan and T. Rex
5. "Leave Them All Behind" - performed by Ride
6. "Half the Man" - written and performed by Jamiroquai
7. "Duel" - performed by Swervedriver
8. "Lonely for You Baby" - performed by Sam Dees
9. "I Need Something Stronger" - performed by Apollo 440
10. "You're the One" - performed by Gillian Wisdom
11. "You Were the Dream" - Roscoe Shelton